# Saint-Rome-de-Tarn
Saint-Rome-de-Tarn ist eine französische Gemeinde im Département Aveyron in der Region Okzitanien mit 899 Einwohnern (Stand: 1. Januar 2022). Sie gehört zum Kanton Raspes et Lévezou und zum Arrondissement Millau. Die Einwohner werden Saint-Romains genannt.

## Geografie
Saint-Rome-de-Tarn liegt etwa zwölf Kilometer westsüdwestlich von Millau in einem der südlichen Ausläufer des Zentralmassivs in einer waldreichen Region am Tarn. Das Gemeindegebiet ist Teil des Regionalen Naturparks Grands Causses. Umgeben wird Saint-Rome-de-Tarn von den Nachbargemeinden Viala-du-Tarn im Norden und Nordwesten, Montjaux im Norden, Saint-Georges-de-Luzençon im Osten und Nordosten, Saint-Rome-de-Cernon im Osten und Südosten, Saint-Affrique im Süden, Les Costes-Gozon im Westen und Südwesten sowie Saint-Victor-et-Melvieu im Westen und Nordwesten.

## Bevölkerungsentwicklung
| Jahr                       | 1962 | 1968 | 1975 | 1982 | 1990 | 1999 | 2006 | 2018 |
| -------------------------- | ---- | ---- | ---- | ---- | ---- | ---- | ---- | ---- |
| Einwohner                  | 811  | 729  | 669  | 629  | 676  | 715  | 820  | 877  |
| Quellen: Cassini und INSEE |      |      |      |      |      |      |      |      |

## Sehenswürdigkeiten

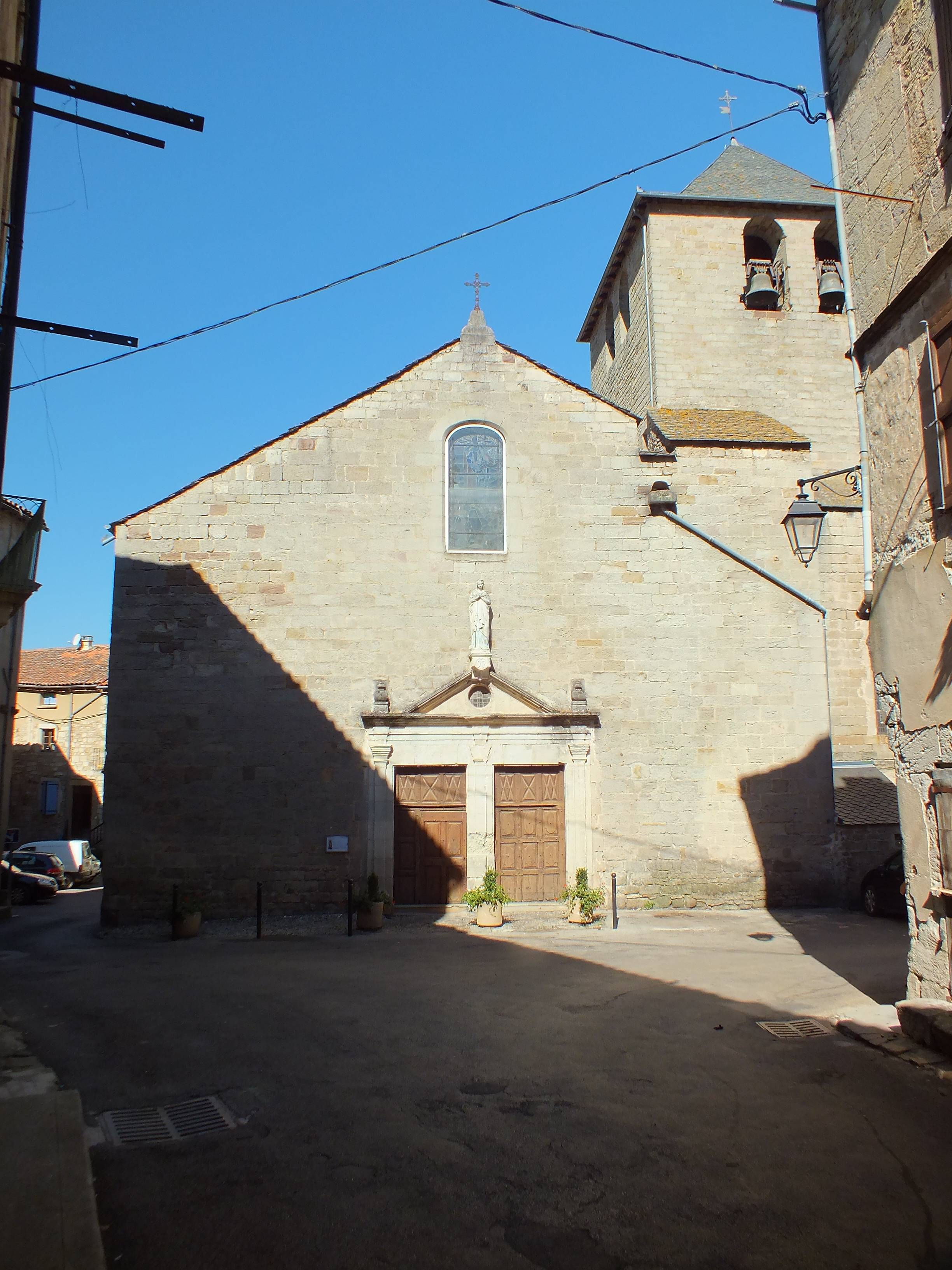
Kirche Saint-Romain
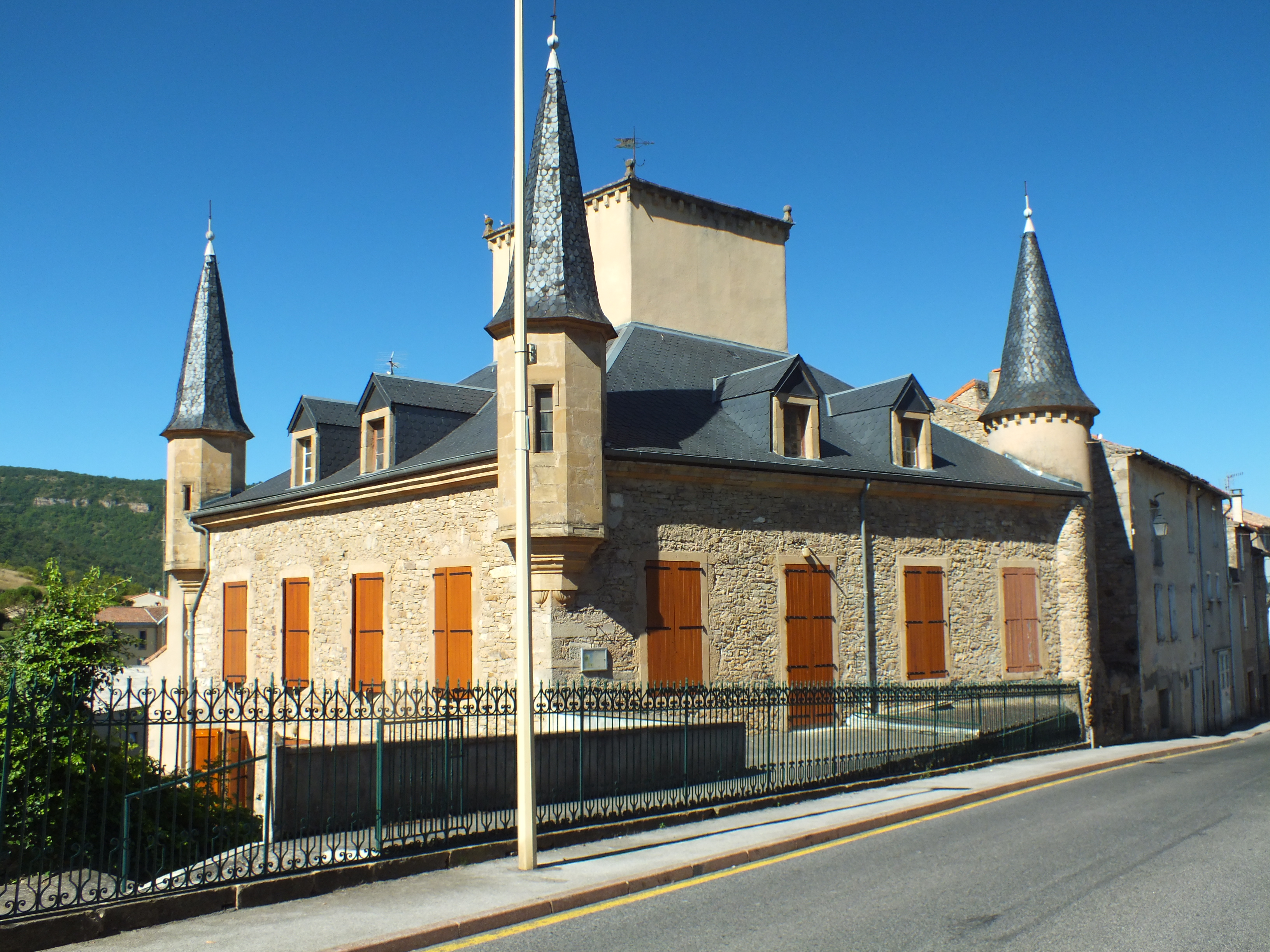
Schloss Saint-Rome
- Ortsbefestigung

- Kirche Saint-Romain
- Schloss Saint-Rome

## Persönlichkeiten
- Denis Auguste Affre (1793–1848), Erzbischof von Paris